# Vyškovská kašna
Vyškovská kašna nebo též Ganymedova kašna je kamenná kašna nacházející se uprostřed Masarykova náměstí ve Vyškově.

## Historie
Kašna pochází z doby kolem roku 1730. Společně s Mariánským sloupem, který vznikl o dvanáct let dříve, se jedná o dílo vytvořené po morové nákaze, která se ve Vyškově a okolí nejsilněji držela čtyři měsíce (od srpna do prosince, kdy během ní byly brány města zavřeny) v roce 1715. Obě díla lze pokládat za počátek kvalitního barokního umění ve Vyškově. Od 3. května 1958 je Vyškovská kašna památkově chráněna.
Dohromady se studnou vyhloubenou v roce 1839 nacházející se poblíž, byla kašna jediným zdrojem pitné vody v centru Vyškova. Do zavedení veřejné vodovodní sítě se voda průběžně čistila, ale od té doby není voda pitná ze studny ani z kašny. V zimních měsících je voda z kašny vypouštěna, aby mráz nepoškodil trubice chrlící vodu.

## Popis kašny
Kašna zobrazuje příběh z Ovidiovy knihy Proměn o princi Ganymedovi, který byl unesen nejvyšším z bohů Diem, přeměněným v orla. Kašnu zdobí ve středu sloupové pyramidální skalisko, na němž sedí orel – Zeus – připravující se vzlétnout a na jeho zádech balancuje nahé dítě – princ Ganymédés – s korunou. Podle příběhu byl trojský princ unesen, když se zrovna koupal v potoce, z toho důvodu je nejspíš právě zobrazen na kašně. Pod tímto hlavním výjevem leží napravo řvoucí lev a nalevo delfín, kteří, společně se sochařsky pojatém rákosí v zadní části, tvoří chrliče tryskající vodu do kašny. Přední část výjevu je natočena na severovýchod, směrem k širší části trojúhelníkového náměstí. Celá vana kašny má tvar kvadrilobu (čtyřlistu) a stojí na jednostupňovém podstavci.
Delfín, jakožto symbol vodního živlu bývá na kašně tradičně zobrazován, otázkou ale je, proč je na kašně zobrazen lev, jelikož nefiguruje v Ovidiově příběhu a ani se neobjevuje na znaku města Vyškova. Je možné, že lev byl na erbu neznámého objednavatele tohoto díla. Na nejstarších vyobrazeních Ganyméda se často objevuje pes. Lev je ale symbolem síly a někdy se vyskytuje na zobrazeních lásky – viz Omnia vincit Amor apod. Může tedy odkazovat např. k Jupiterově síle či milostnému svazku s Ganymedem, jako např. na současném díle LGBT umělce Malcolma Lidburyho.

### Téma Ganymeda na kašnách a fontánách
Motiv Ganymeda není zrovna obvyklým tématem pro kašny a fontány. Další známé Ganymédovy fontány jsou v Bratislavě, Petrohradu, Florencii.

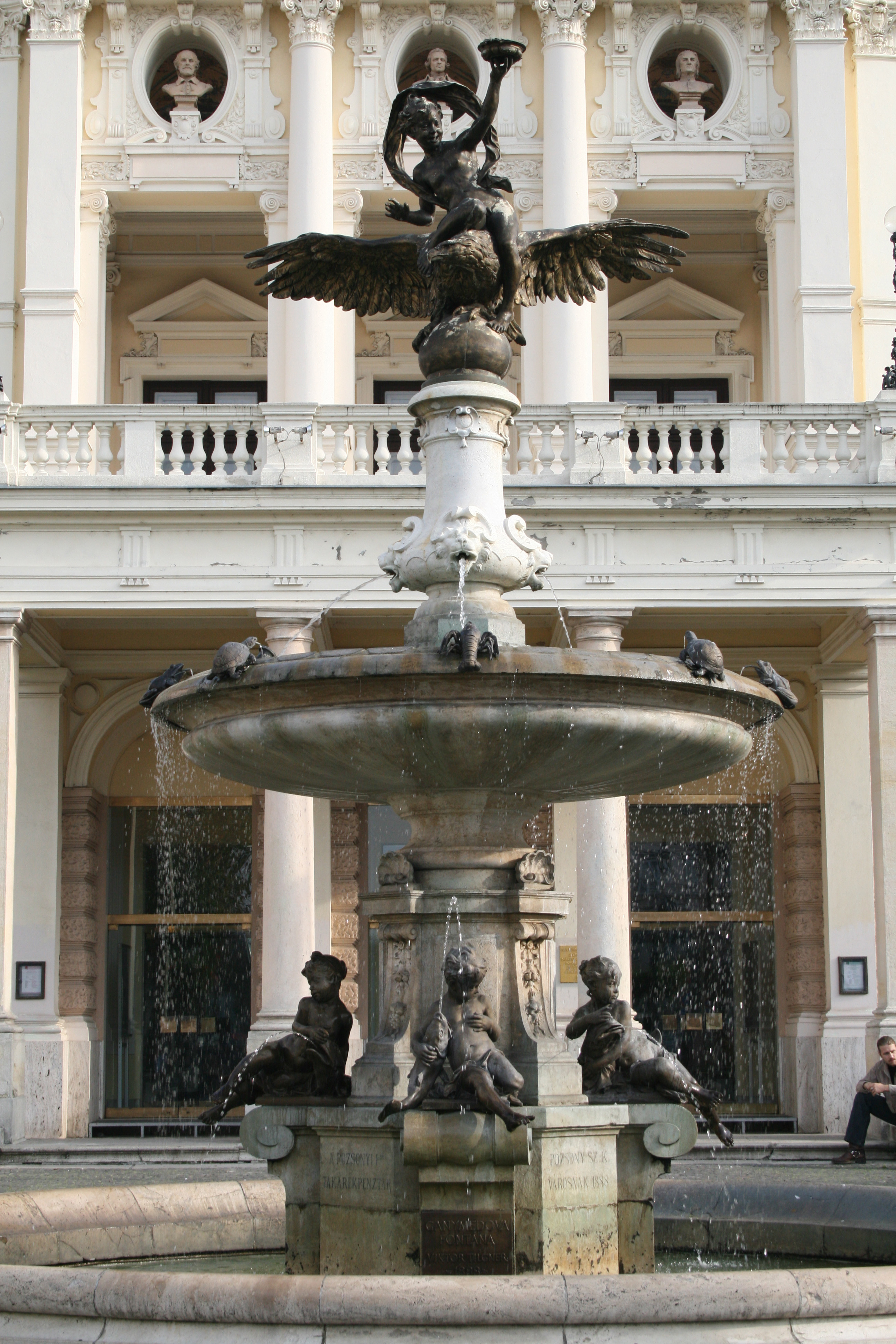
Ganymédova fontána před budovou Opery v Bratislavě
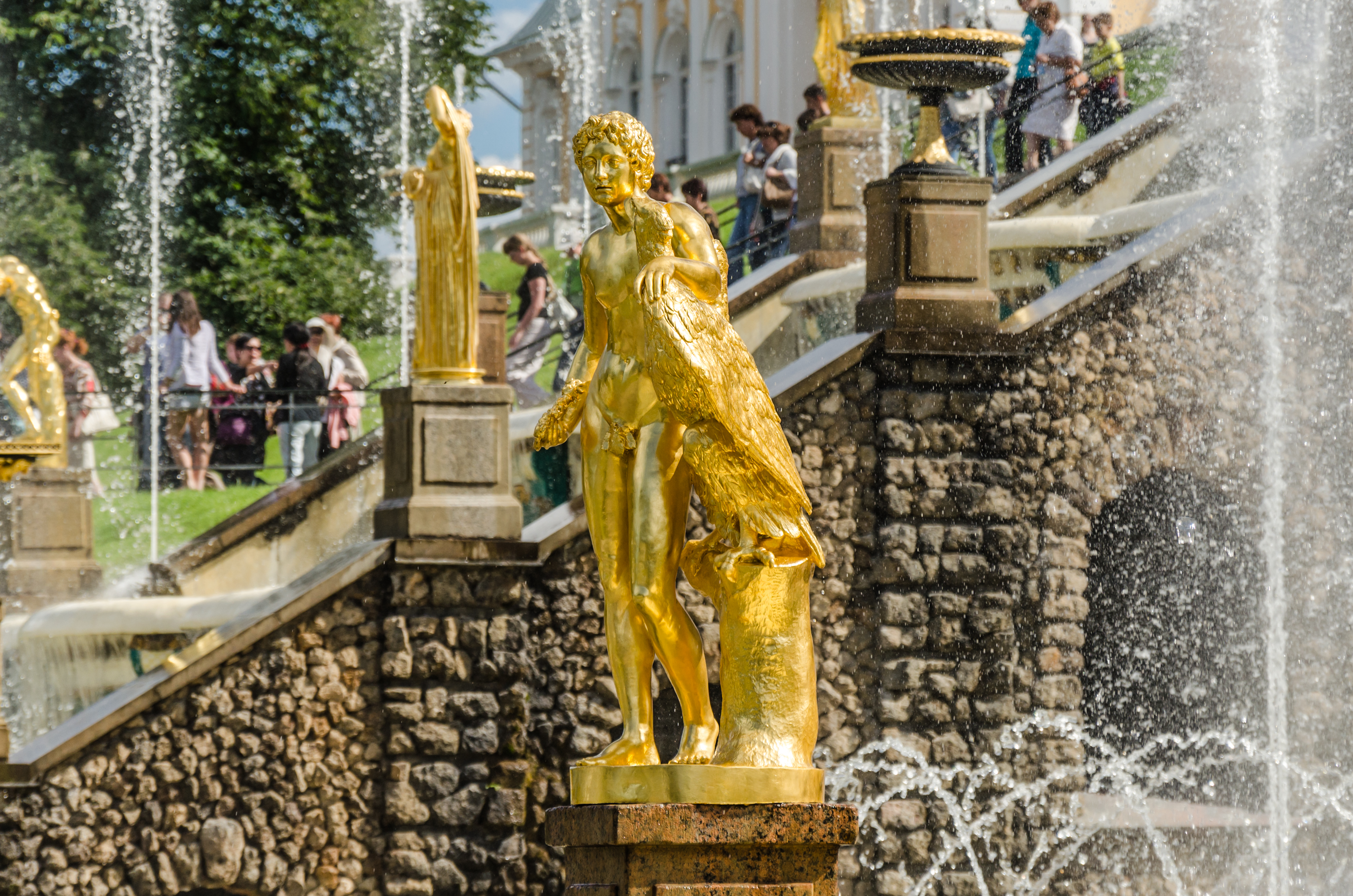
Sochy na Velké kaskádě v Petrohradu
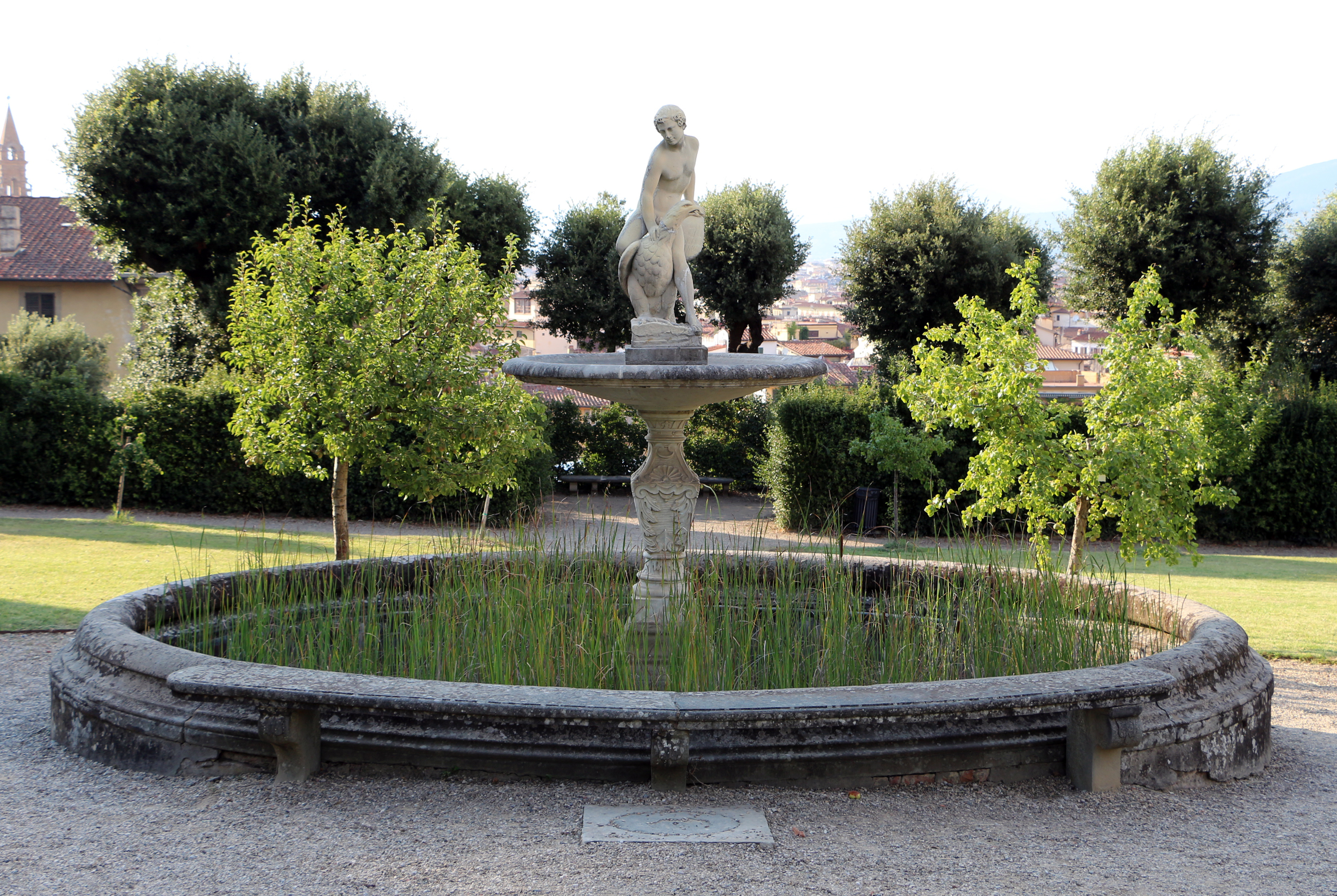
Battista Lorenzi, Florencie, zahrady Boboli
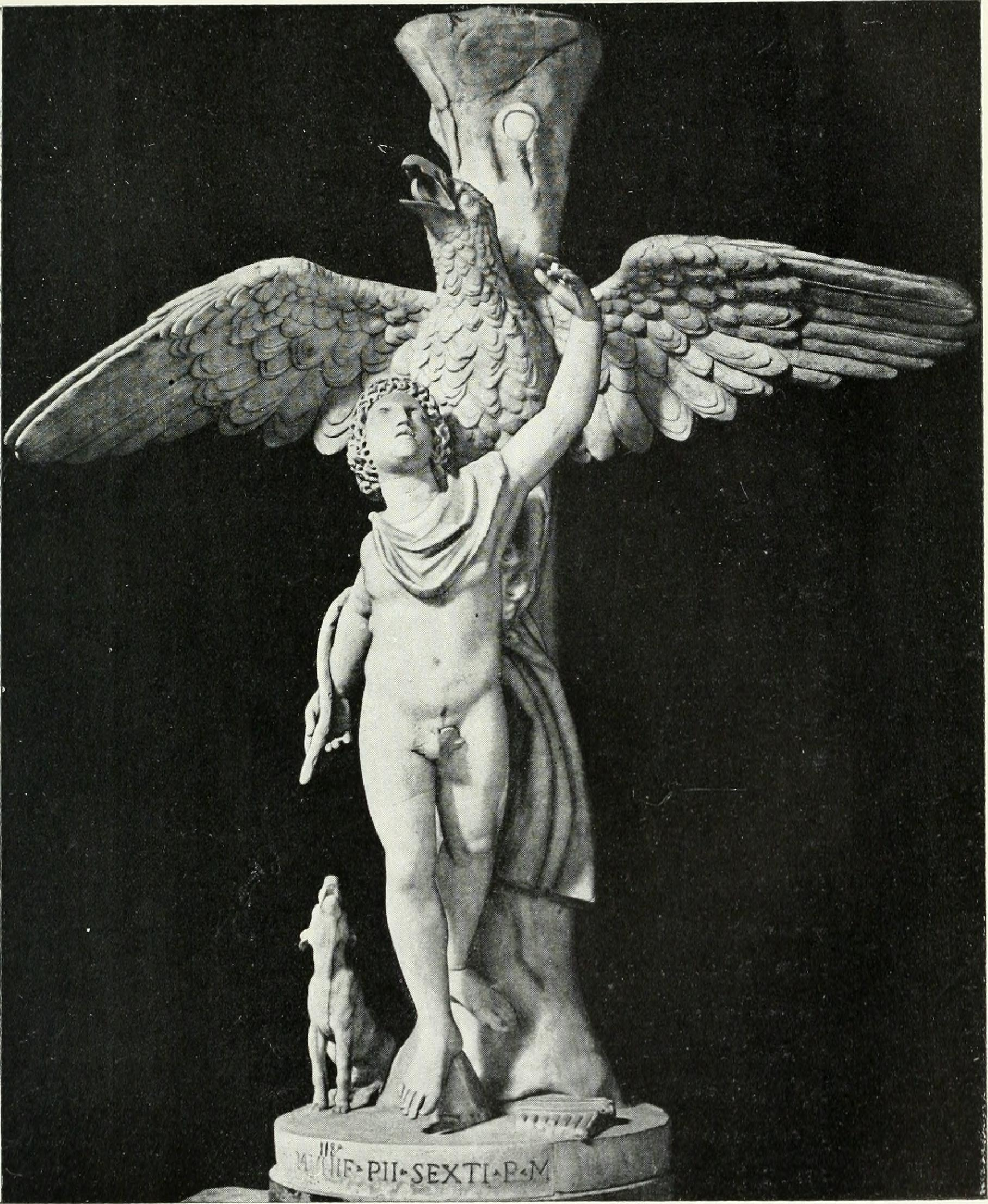
Scopas a Praxitèles, řecká socha, 4. stol. př. n. l.
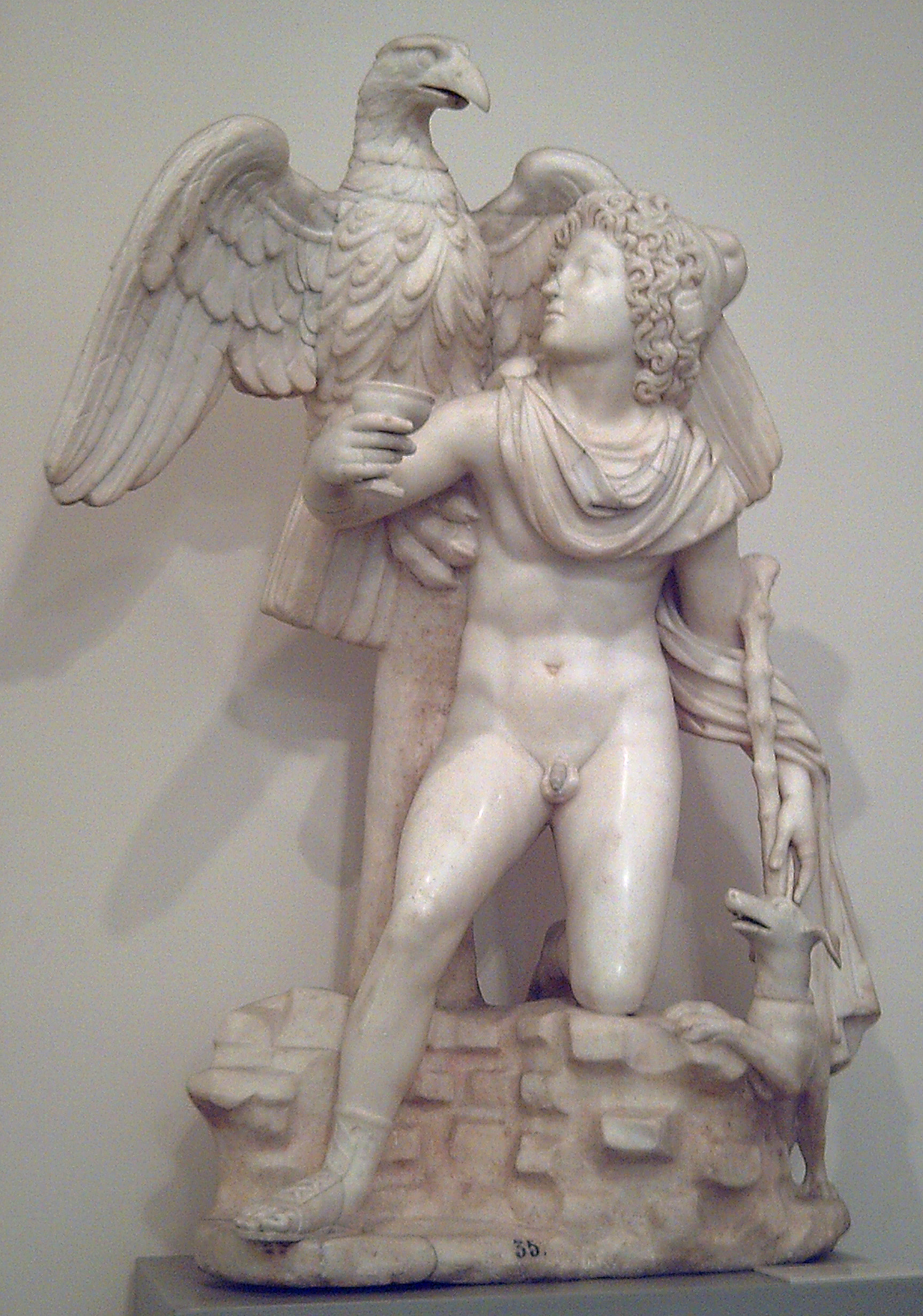
Římská socha Ganyméda, Museo Prado
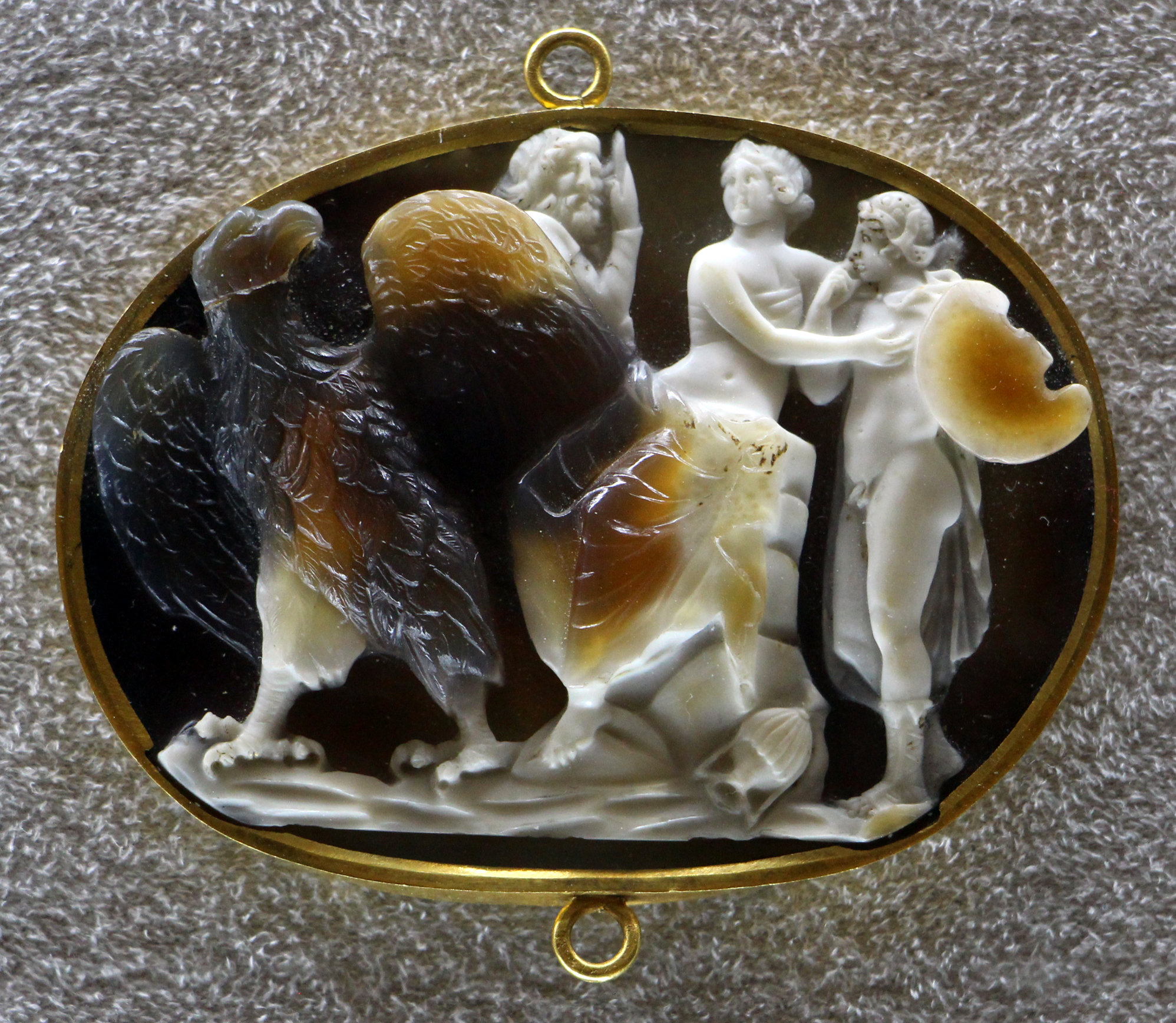
Římská kamej, Museo archeologico nazionale, Florencie
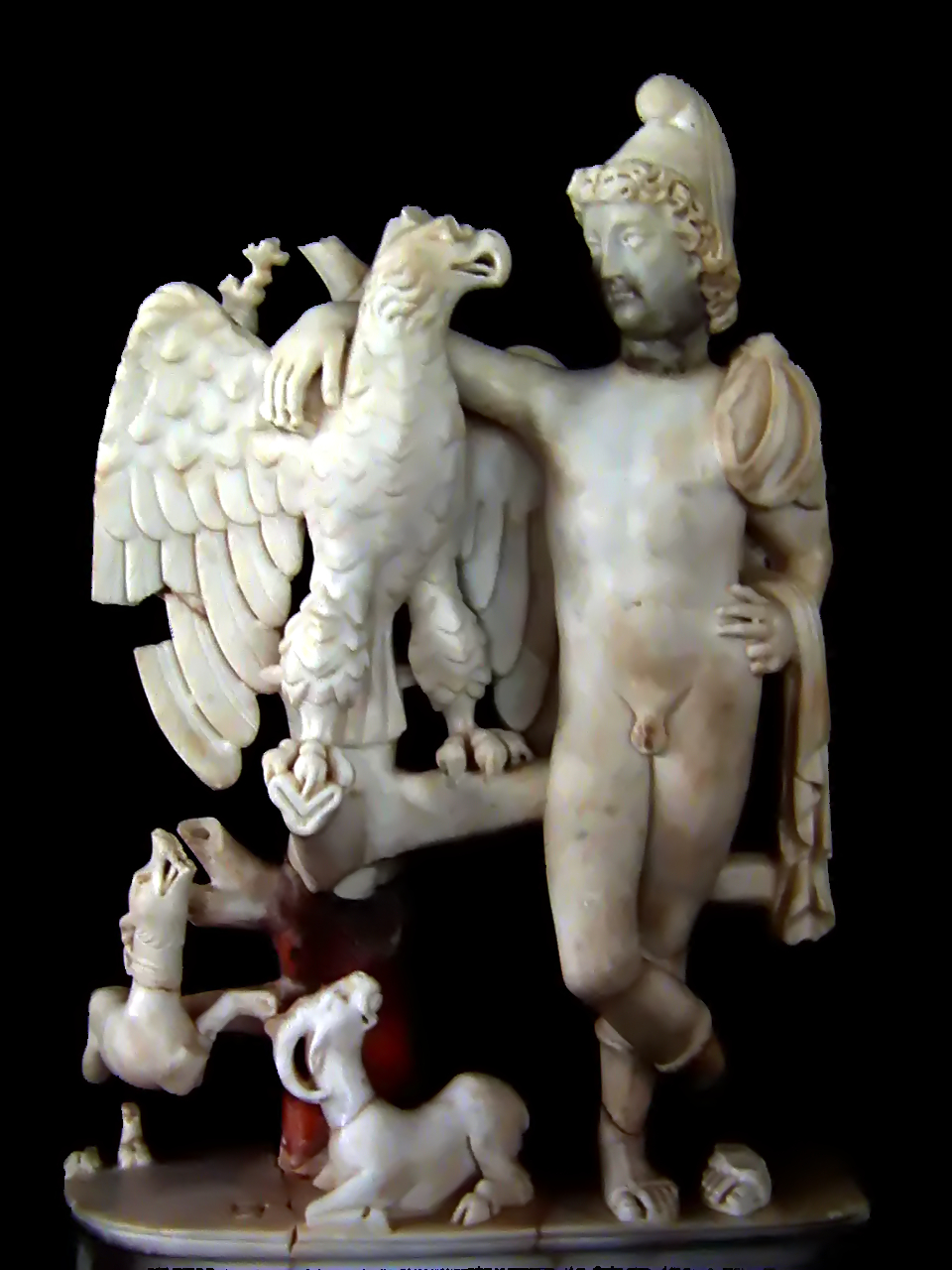
Ganymédes, starokřesťanské muzeum, Kartágo
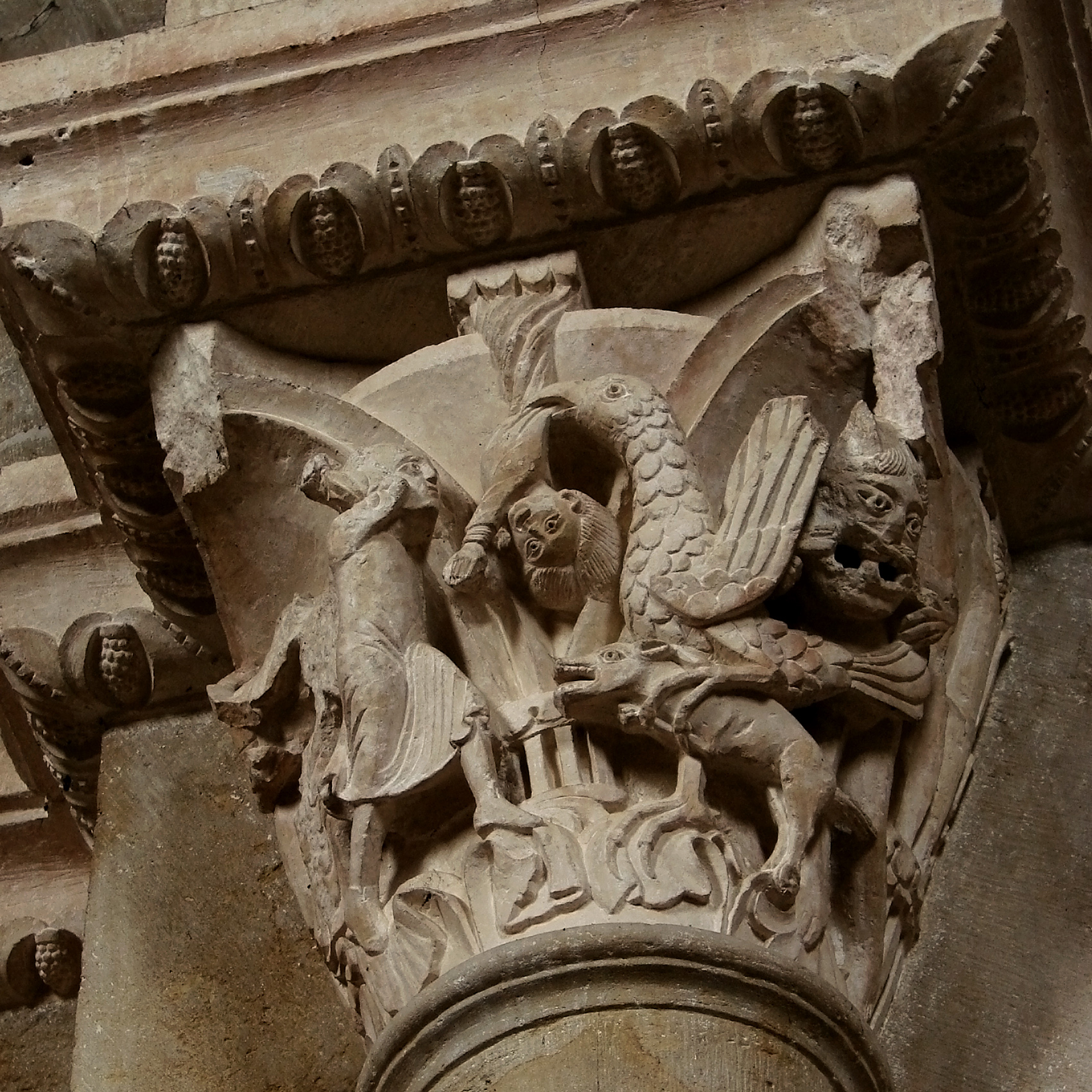
Hlavice sloupu, Vézelay (12. stol.)
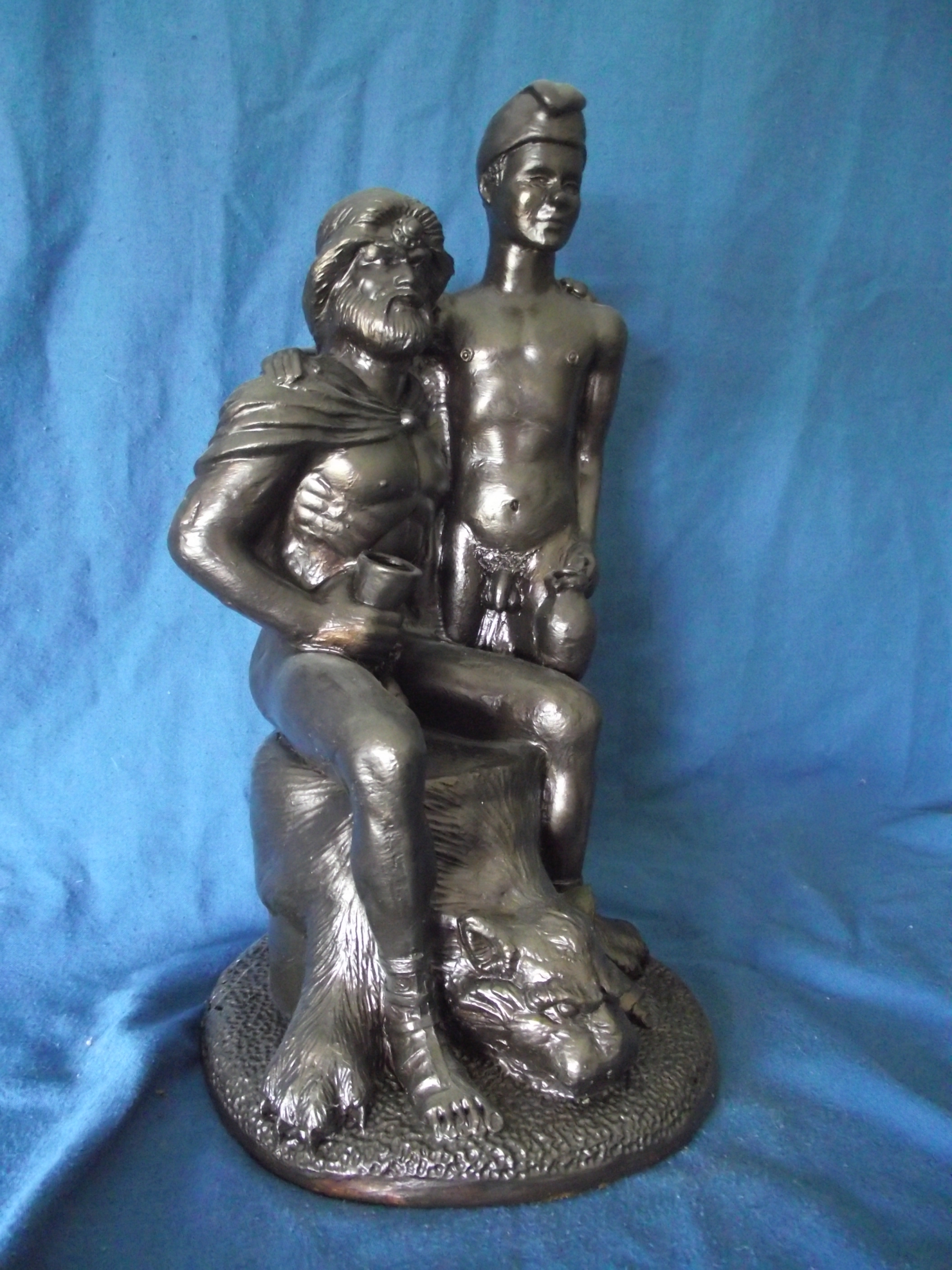
Ganymede and Zeus. Sculpture created by Cornwall LGBT artist Malcolm Lidbury

### Opravy
Kašna prošla mnoha opravami, z nichž poslední tři proběhly v roce 2005, 2010 a 2016. Roku 2009 byl zaznamenán častý únik vody z kašny a po opravách sochařské výzdoby i nádrže v roce 2005 byla na místo opět povolána restaurátorka a akademická sochařka Radka Levínská. Ta po podrobném posouzení v červenci 2010 nanesla na dno vany v místech průsaku pružnou stěrku, po stěnách silikonové těsnění a na vnitřní stranu kašny krycí nátěr.
Během listopadu a prosince roku 2016 bylo třeba opravit technické šachty pod kašnou, jelikož elektroinstalace i čerpadla byly ve špatném stavu. Pro tuto opravu bylo třeba vyzdít stěny šachet, zhotovit nové stropy a též opravit instalaci. Celkové náklady pro opravu činily přibližně 180 tisíc korun.